# 히오카촌 (효고현)
히오카촌(氷丘村)은 효고현 가코군에 설치되었던 촌이다. 현재의 가코가와시에 해당한다.

## 역사
- 1889년 4월 1일 - 정촌제 시행에 의해 가코군 히오카촌이 성립하였다.
- 1937년 3월 15일 - 가코가와정에 편입해, 동일 히오카촌은 폐지되었다.

## 교통

### 철도
- 반슈 철도
  - 본선 (현 서일본 여객철도 가코가와선)
  - 나카쓰 정류장선 (1921년 폐선)
  - 히오카역

## 참고문헌
- 가도카와 일본지명 대사전 28권 효고현